# Fijeroga
Fijeroga je naselje v Slovenski Istri  , ki upravno spada pod Mestno občino Koper.